# Peter (Lukjanov)
Peter (rodným jménem: Pavel Andrejevič Lukjanov; 9. srpna 1948, San Francisco – 8. listopadu 2024) byl kněz Ruské pravoslavné církve v zahraničí a arcibiskup chicagský a středoamerický.

## Život
Narodil se 9. srpna 1948 v San Franciscu.
Studoval Církevní ruské gymnasium svatého Cyrila a Metoděje a střední školu ve svém rodném městě.
Dne 19. srpna 1965 byl arcibiskupem Ioanem Maximovičem vysvěcen na čtece. Byl také jeho pomocníkem. V září 1966 vstoupil do Pravoslavného duchovního semináře v Jordanville a současně do monastýru Svaté Trojice. V letech 1971-1976 pracoval v kanceláři Archijerejského synodu Ruské pravoslavné církve v zahraničí, pomáhal manhattanskému biskupovi Laurovi (Škurlovi). Po ukončení semináře studoval na Norwich University a také teologickou fakultu Bělehradské univerzity.
Dne 2. března 1987 byl postřižen na poslušníka a roku 1988 na monacha. Ve stejný rok byl arcibiskupem syrakuským a trojickým Laurem (Škurlou) vysvěcen na hierodiakona.
Dne 25. dubna 1989 byl vysvěcen na hieromonacha. Poté přednášel v semináři církevní dějiny a dějiny světa a stal se inspektorem semináře. Zastával funkci sekretáře duchovního souboru monastýru v Jordanville.
Roku 2000 byl jmenován hlavou Ruské duchovní misie RPCZ v Jeruzalémě. Roku 2002 začal pracovat v administraci chicagské a středoamerické eparchie.
Dne 12. května 2003 byl Archijerejským synodem RPCZ vybrán za vikáře chicagské eparchie s titulem biskup clevelandský. Biskupská chirotonie proběhla 12. července 2003 v Des Plaines. Hlavním světitelem byl metropolita východoamerický a newyorský Laurus (Škurla) a spolusvětiteli byli arcibiskup chicagský Alipij (Gamanovič) a biskup sanfranciský Kirill (Dmitrijev).
Dne 30. června 2016 byl Archijerejským synodem povýšen na arcibiskupa s titulem arcibiskup chicagský a středoamerický.
Zemřel dne 8. listopadu 2024.

## Řády a vyznamenání

### Církevní
- 2013 – Řád svatého Innokentija Moskevského 2. třídy
- 2018 – Řád přepodobného Serafima Sarovského 3. třídy